# کاینا نونس
کاینا نونس داسیلوا آمارانته (انگلیسی: Kainã؛ زادهٔ ۳۱ مهٔ ۱۹۹۷) بازیکن فوتبال اهل برزیل است.